# Portugals ambassad i Stockholm
Portugals ambassad i Stockholm är belägen på Drottninggatan 108 i Stockholm. Den första portugisiska diplomaten kom till Stockholm 1641.

## Historik

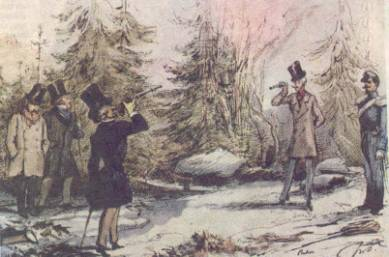
Duellen i Lill-Jansskogen mellan Portugals sändebud Soto Maior och den engelska diplomaten Baker. Teckning av Fritz von Dardel.

De första officiella diplomatiska relationerna mellan Sverige och Portugal skedde efter Portugals självständighet hade återupprättats 1640. Redan under 1500-talet sändes dock en portugisisk handelsdelegation från Portugals representation i Antwerpen till Sverige för att undersöka handelsmöjligheterna, men de träffade sannolikt aldrig den svenska kungen. Den första portugisiska diplomat som togs emot i Sverige var Sousa Coutinho som mottogs av Drottning Kristina den 10 juni 1641. Vid tillfället överlämnade han 2 kinesiska vaser till drottningen, vilka numera finns att se på Östasiatiska museet i Stockholm. En följd av mötet blev att länderna beslöt att utse varsin representant i det andra landet som skulle tillgodo se sina medborgares intressen. En allvarlig kris i de diplomatiska relationerna inträffade 1653 när den portugisiska representanten, överdomaren António da Silva e Sousas residens blev attackerat av ett femtiotal personer; inkräktarna slogs dock tillbaka.
Under 1800-talet blev kontakten mellan länderna intensivare och 1883 besökte den portugisiska kronprinsen Sverige och följdes senare av Portugals kung som gjorde ett officiellt besök i Stockholm. Senare besökte även Oscar II som första svenska kung Portugal. Under senare hälften av 1800-talet leddes beskickningen av António da Cunha Soto Maior som blev en välkänd person i Stockholm.

## Beskickningschefer
| Namn                                                 | Period    | Funktion   |
| ---------------------------------------------------- | --------- | ---------- |
| António da Cunha Soto Maior                          | 1856–1894 | Envoyé     |
| ?                                                    | ????–???? | Ambassadör |
| José Mendes de Vasconcellos Guimaraes de Riba-Tamega | 1941–???? | Envoyé     |
| Carlos de Sampayo Garrido                            | 1946–???? | Envoyé     |
| Joao de Deus Battaglia Ramos                         | 1951–???? | Ambassadör |
| Augusto Rato Potier                                  | 1959–???? | Ambassadör |
| Joao Rodrigues Simoes Affra                          | 1964–???? | Ambassadör |
| José Luiz Trigueiros de Aragao                       | 1974–???? | Ambassadör |
| ?                                                    | ????–???? | Ambassadör |
| ?                                                    | ????–2012 | Ambassadör |
| Manuel Marcelo Monteiro Curto                        | 2012–2014 | Ambassadör |
| José Júlio Pereira Gomes                             | 2015–???? | Ambassadör |
| Henrique Manuel Vilela da Silveira Borges            | 2018–2020 | Ambassadör |
| Sara Martins                                         | 2020–     | Ambassadör |